# Eupithecia hundamoi
Eupithecia hundamoi là một loài bướm đêm trong họ Geometridae.